# Grateful Dead/Diskografie
Diese Diskografie ist eine Übersicht über die musikalischen Werke der US-amerikanischen Rockband Grateful Dead. Die Diskografie ist schwer vollständig zu erfassen. Grateful Dead erlaubten Bootleggern die Aufnahmen zu ihren Liveshows und schnitten selbst fast alle Liveshows mit. Dies führte dazu, dass fast jede Show dokumentiert und in der einen oder anderen Form veröffentlicht wurde. Die Diskografie konzentriert sich auf die offiziellen Veröffentlichungen sowie die halboffiziellen beziehungsweise geduldeten kommerziell erhältlichen Bootlegs. Eine umfangreiche Materialsammlung noch nicht kommerziell verwerteter Shows findet sich im Internet Archive.

## Alben

### Studio- und Livealben
| Jahr | Titel                                                | Höchstplatzierung, Gesamtwochen, AuszeichnungChartplatzierungen (Jahr, Titel, Platzierungen, Wochen, Auszeichnungen, Anmerkungen) | Höchstplatzierung, Gesamtwochen, AuszeichnungChartplatzierungen (Jahr, Titel, Platzierungen, Wochen, Auszeichnungen, Anmerkungen) | Höchstplatzierung, Gesamtwochen, AuszeichnungChartplatzierungen (Jahr, Titel, Platzierungen, Wochen, Auszeichnungen, Anmerkungen) | Höchstplatzierung, Gesamtwochen, AuszeichnungChartplatzierungen (Jahr, Titel, Platzierungen, Wochen, Auszeichnungen, Anmerkungen) | Höchstplatzierung, Gesamtwochen, AuszeichnungChartplatzierungen (Jahr, Titel, Platzierungen, Wochen, Auszeichnungen, Anmerkungen) | Anmerkungen |
| Jahr | Titel                                                | DE | CH | UK | US | Rock | Anmerkungen |
| ---- | ---------------------------------------------------- | --- | --- | --- | --- | --- | --- |
| 1967 | The Grateful Dead                                    | — | — | — | US73 Gold · (28 Wo.)US | — | Erstveröffentlichung: 17. März 1967 |
| 1968 | Anthem of the Sun                                    | — | — | — | US87 (17 Wo.)US | — | Erstveröffentlichung: 18. Juli 1968 |
| 1969 | Aoxomoxoa                                            | — | — | — | US73 Gold · (11 Wo.)US | — | Erstveröffentlichung: 20. Juni 1969 |
| 1969 | Live/Dead                                            | — | — | — | US64 Gold · (15 Wo.)US | — | Erstveröffentlichung: 10. November 1969 Live, Konzertaufnahmen von Januar bis März 1969                                                                                          |
| 1970 | Workingman’s Dead                                    | DE66 (1 Wo.)DE | CH84 (1 Wo.)CH | UK69 (2 Wo.)UK | US27 Platin · (27 Wo.)US | — | Erstveröffentlichung: 14. Juni 1970; 50th Anniversary Edition: 10. Juli 2020 Platzierung DE, CH und 1 Woche US erst 2020                                                         |
| 1970 | American Beauty                                      | DE100 a (1 Wo.)DE | — | UK27 Gold · (2 Wo.)UK | US19 b ×2Doppelplatin · (20 Wo.)US                                                                                                | — | Erstveröffentlichung: November 1970 |
| 1971 | Grateful Dead (Skull & Roses)                        | — | — | — | US25 (12 Wo.)US | — | Erstveröffentlichung: Oktober 1971 Live, Konzertaufnahmen von 1971 |
| 1972 | Europe ’72                                           | — | CH99 c (1 Wo.)CH | — | US24 ×2Doppelplatin · (24 Wo.)US                                                                                                  | — | Erstveröffentlichung: 5. November 1972 Live, Konzertaufnahmen von April bis Mai 1972 in Europa                                                                                   |
| 1973 | History of the Grateful Dead, Vol. 1 (Bear’s Choice) | — | — | — | US60 (11 Wo.)US | — | Erstveröffentlichung: 13. Juli 1973 Live, Aufnahmen vom 13. & 14. Februar 1970 in Fillmore East in New York City                                                                 |
| 1973 | Wake of the Flood                                    | — | — | — | US18 (19 Wo.)US | — | Erstveröffentlichung: 15. Oktober 1973 |
| 1974 | Grateful Dead from the Mars Hotel                    | — | CH79 (… Wo.)CH | UK47 (1 Wo.)UK | US16 (21 Wo.)US | — | Erstveröffentlichung: 27. Juni 1974 Wiederveröffentlichung: 21. Juni 2024 (50th Anniversary Edition) Charteintritt CH erst 2024                                                  |
| 1975 | Blues for Allah                                      | — | — | UK45 (1 Wo.)UK | US12 (13 Wo.)US | — | Erstveröffentlichung: August 1975 |
| 1976 | Steal Your Face                                      | — | — | UK42 (1 Wo.)UK | US56 (9 Wo.)US | — | Erstveröffentlichung: Juni 1976 Live, aufgenommen vom 16. bis 20. Oktober 1974 in der Winterland Arena, San Francisco                                                            |
| 1977 | Terrapin Station                                     | — | — | UK30 (1 Wo.)UK | US28 Gold · (16 Wo.)US | — | Erstveröffentlichung: 27. Juli 1977 |
| 1978 | Shakedown Street                                     | — | — | — | US41 Gold · (19 Wo.)US | — | Erstveröffentlichung: 15. November 1978 |
| 1980 | Go to Heaven                                         | — | — | — | US23 (21 Wo.)US | — | Erstveröffentlichung: 28. April 1980 |
| 1981 | Reckoning                                            | — | — | — | US43 (16 Wo.)US | — | Erstveröffentlichung: 1. April 1981 Live, aufgenommen vom 25. September bis 31. Oktober 1980 im Warfield Theater, San Francisco, und in der Radio City Music Hall, New York City |
| 1981 | Dead Set                                             | — | — | — | US29 (11 Wo.)US | — | Erstveröffentlichung: August 1981 Live, zeit- und ortsgleich zu Reckoning |
| 1987 | In the Dark                                          | — | — | UK57 (3 Wo.)UK | US6 ×2Doppelplatin · (34 Wo.)US                                                                                                   | — | Erstveröffentlichung: 6. Juli 1987 |
| 1989 | Dylan & The Dead                                     | DE55 (2 Wo.)DE | CH29 (2 Wo.)CH | UK38 (3 Wo.)UK | US37 Gold · (11 Wo.)US | — | Erstveröffentlichung: 30. Januar 1989 Live, aufgenommen im Juli 1987; mit Bob Dylan                                                                                              |
| 1989 | Built to Last                                        | — | — | — | US27 Gold · (15 Wo.)US | — | Erstveröffentlichung: 31. Oktober 1989 |
| 1990 | Without a Net                                        | — | — | — | US43 Gold · (12 Wo.)US | — | Erstveröffentlichung: September 1990 Live, Konzertaufnahmen von Oktober 1989 bis April 1990                                                                                      |
| 2012 | Dark Star                                            | — | — | — | — | — | Erstveröffentlichung: 21. April 2012, Record Day Exclusive (lim. 4.200), 4. Mai 1972 im Olympia Theatre, Paris                                                                   |
| 2015 | Fare Thee Well                                       | — | — | — | US47 (1 Wo.)US | Rock39 (1 Wo.)Rock | Erstveröffentlichung: 27. November 2015 Live, 3. bis 5. Juli 2015 im Soldier Field in Chicago                                                                                    |
| 2015 | Fare Thee Well (Best-of-Edition)                     | — | — | — | US130 (1 Wo.)US | Rock14 (4 Wo.)Rock | Erstveröffentlichung: 27. November 2015 Live, 3. bis 5. Juli 2015 im Soldier Field in Chicago                                                                                    |

grau schraffiert: keine Chartdaten aus diesem Jahr verfügbar

### Kompilationen und Boxsets
| Jahr | Titel                                                                           | Höchstplatzierung, Gesamtwochen, AuszeichnungChartplatzierungen (Jahr, Titel, Platzierungen, Wochen, Auszeichnungen, Anmerkungen) | Höchstplatzierung, Gesamtwochen, AuszeichnungChartplatzierungen (Jahr, Titel, Platzierungen, Wochen, Auszeichnungen, Anmerkungen) | Anmerkungen |
| Jahr | Titel                                                                           | US | Rock | Anmerkungen |
| ---- | ------------------------------------------------------------------------------- | --- | --- | --- |
| 1974 | Skeletons from the Closet: The Best of Grateful Dead                            | US75 ×4Vierfachplatin · (10 Wo.)US                                                                                                | — | |
| 1977 | What a Long Strange Trip It’s Been                                              | US121 Platin · (8 Wo.)US | — | |
| 1987 | Dead Zone: The Grateful Dead CD Collection (1977–1987)                          | — | — | |
| 1996 | The Arista Years                                                                | US95 (2 Wo.)US | — | Erstveröffentlichung: 15. Oktober 1996 |
| 1997 | Selections From the Arista Years                                                | — | — | Erstveröffentlichung: 13. Januar 1997 |
| 1999 | So Many Roads (1965–1995)                                                       | US170 Gold · (1 Wo.)US | — | Erstveröffentlichung: 9. November 1999 |
| 1999 | So Many Roads (1965–1995) Sampler                                               | — | — | Erstveröffentlichung: 9. November 1999 |
| 2001 | The Golden Road (1965–1973)                                                     | US191 Gold · (1 Wo.)US | — | Erstveröffentlichung: 16. Oktober 2001 |
| 2003 | The Very Best of the Grateful Dead                                              | US69 Gold · (4 Wo.)US | — | Erstveröffentlichung: 16. September 2003 |
| 2004 | Beyond Description (1973–1989)                                                  | — | — | Erstveröffentlichung: 26. Oktober 2004, Top Internet Albums: #263                                                                                                 |
| 2005 | The Complete Fillmore West 1969                                                 | — | — | Erstveröffentlichung: 25. November 2005, auf 10,000 Alben begrenzt, wurde nur online verkauft                                                                     |
| 2010 | Formerly The Warlocks: Hand-Picked in Hampton, Virginia, October 8th & 9th 1989 | — | — | Erstveröffentlichung: 7. September 2010, 6-CD-Box |
| 2010 | The Warner Bros. Studio Albums                                                  | — | — | Erstveröffentlichung: 21. September 2010, 5×LP-Box mit The Grateful Dead, Anthem of the Sun, Aoxomoxoa, Workingman’s Dead und American Beauty als 180-Gramm-Vinyl |
| 2011 | Europe ’72: The Complete Recordings                                             | US193 Gold · (1 Wo.)US | — | Erstveröffentlichung: 1. September 2011, 3×CD, alle Aufnahmen der Europa-Tournee 1972                                                                             |
| 2011 | Flashback with the Grateful Dead                                                | US189 (2 Wo.)US | Rock47 (1 Wo.)Rock | Erstveröffentlichung: 5. April 2011, zehn Titel von acht Studioalben                                                                                              |
| 2012 | Spring 1990                                                                     | — | — | Erstveröffentlichung: 17×CD, Aufnahmen aus der Frühlingstour 1990                                                                                                 |
| 2013 | May 1977                                                                        | — | — | Erstveröffentlichung: 11. Juni 2013, 14×CD, alle Aufnahmen aus dem Mai 1977                                                                                       |
| 2014 | Spring 1990 (The Other One)                                                     | US46 (1 Wo.)US | Rock15 (1 Wo.)Rock | Erstveröffentlichung: 9. September 2014, 23×CD, Aufnahmen aus der Frühlingstour 1990                                                                              |
| 2015 | The Best of the Grateful Dead                                                   | US128 (3 Wo.)US | Rock27 (6 Wo.)Rock | Erstveröffentlichung: März 2015 |
| 2016 | 30 Trips Around The Sun (Box Set)                                               | — | Rock25 (1 Wo.)Rock | Chartplatzierung am 9. Januar 2015 |
| 2017 | Long Strange Trip Soundtrack                                                    | — | — | Erstveröffentlichung: 26. Mai 2017, 3-CD-Box |
| 2017 | Smiling on a Cloudy Day                                                         | — | — | Erstveröffentlichung: 11. Juli 2017 |
| 2018 | The Best of the Grateful Dead (Live)                                            | US167 (1 Wo.)US | Rock32 (1 Wo.)Rock | Erstveröffentlichung: 23. März 2018 |

grau schraffiert: keine Chartdaten aus diesem Jahr verfügbar

### Archiv-Alben

#### Vault- und Archivalben
| Jahr | Titel                                                                       | Höchstplatzierung, Gesamtwochen, AuszeichnungChartplatzierungen (Jahr, Titel, Platzierungen, Wochen, Auszeichnungen, Anmerkungen) | Höchstplatzierung, Gesamtwochen, AuszeichnungChartplatzierungen (Jahr, Titel, Platzierungen, Wochen, Auszeichnungen, Anmerkungen) | Höchstplatzierung, Gesamtwochen, AuszeichnungChartplatzierungen (Jahr, Titel, Platzierungen, Wochen, Auszeichnungen, Anmerkungen) | Anmerkungen |
| Jahr | Titel                                                                       | DE | US | Rock | Anmerkungen |
| ---- | --------------------------------------------------------------------------- | --- | --- | --- | --- |
| 1991 | One from the Vault                                                          | — | US106 (2 Wo.)US | — | Erstveröffentlichung: 15. April 1991, Konzert vom 13. August 1975 in der Great American Music Hall, San Francisco                                          |
| 1991 | Infrared Roses                                                              | — | — | — | Erstveröffentlichung: 1. November 1991, verschiedene Konzerte/verschiedene Konzertorte                                                                     |
| 1992 | Two from the Vault                                                          | — | US119 (3 Wo.)US | — | Erstveröffentlichung: Mai 1992, Konzerte am 23./24. August 1968 im Shrine Theater, Los Angeles                                                             |
| 1994 | Grayfolded                                                                  | — | — | — | Erstveröffentlichung: 1994 |
| 1995 | Hundred Year Hall                                                           | — | US26 Gold · (13 Wo.)US | — | Erstveröffentlichung: 26. September 1995, Konzert am 26. April 1972 in Frankfurt am Main                                                                   |
| 1996 | Dozin’ at the Knick                                                         | — | US74 Gold · (4 Wo.)US | — | Erstveröffentlichung: 29. Oktober 1996, Konzerte vom 24. bis 26. März 1990 in der Knickerbocker Arena, Albany, New York                                    |
| 1997 | Fallout from the Phil Zone                                                  | — | US83 (3 Wo.)US | — | Erstveröffentlichung: 17. Juni 1997, verschiedene Konzerte/verschiedene Konzertorte                                                                        |
| 1997 | Terrapin Station (Limited Edition)                                          | — | — | — | Erstveröffentlichung: September 1997, Konzert am 15. März 1990 im Capital Centre in Landover, Maryland                                                     |
| 1997 | Live at the Fillmore East 2-11-69                                           | — | US77 (2 Wo.)US | — | Erstveröffentlichung: 28. Oktober 1997, Konzert vom 11. Februar 1969 in Fillmore East, New York City                                                       |
| 2000 | Ladies and Gentlemen … The Grateful Dead                                    | — | US165 Gold · (2 Wo.)US | — | Erstveröffentlichung: 10. Oktober 2000, Konzert vom April 1971 in Fillmore East, New York City                                                             |
| 2000 | View From The Vault, Volume One                                             | — | — | — | Konzerte vom 6. und 8. Juli 1990 in Pittsburgh, Pennsylvania und & Louisville, Kentucky                                                                    |
| 2001 | View From The Vault, Volume Two                                             | — | — | — | Erstveröffentlichung: 8. Juni 2001, Konzert vom 14. Juni 1991 im R.F.K. Stadium, Washington, D.C.                                                          |
| 2001 | Nightfall of Diamonds                                                       | — | US196 (1 Wo.)US | — | Erstveröffentlichung: 25. September 2001, Konzert vom 16. Oktober 1989 in der Meadowlands Arena, East Rutherford                                           |
| 2001 | Grateful Dead Documentary                                                   | — | — | — | Erstveröffentlichung: 16. Oktober 2001, Aufnahmen verschiedener Konzerte des Jahres 1969, Limitierte Auflage                                               |
| 2002 | Postcards of the Hanging                                                    | — | US120 (1 Wo.)US | — | Erstveröffentlichung: März 2002 |
| 2002 | Steppin’ Out with the Grateful Dead: England ’72                            | — | US160 (2 Wo.)US | — | Erstveröffentlichung: 9. Juli 2002, versch. Konzertaufnahmen vom 7. April bis 26. Mai 1972, England                                                        |
| 2002 | View from the Vault, Volume Three                                           | — | — | — | Erstveröffentlichung: 15. Juli 2002, Konzert vom 16. Juni 1990 im Shoreline Amphitheatre, Mountain View, Kalifornien                                       |
| 2002 | Go to Nassau                                                                | — | — | — | Erstveröffentlichung: 22. Oktober 2002, Konzerte vom 15./16. Mai 1980 im Nassau Coliseum, Hempstead (New York)                                             |
| 2003 | Birth of the Dead                                                           | — | — | — | Erstveröffentlichung: 25. März |
| 2003 | View from the Vault, Volume Four                                            | — | — | — | Erstveröffentlichung: 8. April 2003, Konzerte vom 24. Juli 1987 im Oakland Stadium und 26. Jul 1987 im Angel Stadium of Anaheim                            |
| 2003 | The Closing of Winterland                                                   | — | US— ×2DoppelplatinUS | — | Erstveröffentlichung: 11. November 2003, Konzert vom 31. Dezember 1978 in der Winterland Arena, San Francisco                                              |
| 2004 | Rockin’ the Rhein with the Grateful Dead                                    | — | US75 (1 Wo.)US | — | Erstveröffentlichung: 25. Mai 2004, Konzerte vom 24. April & 24. Mai 1972 in der Rheinhalle, Düsseldorf                                                    |
| 2005 | The Grateful Dead Movie Soundtrack                                          | — | — | — | Erstveröffentlichung: 15. März 2005, Konzerte vom 16. bis 20. Oktober 1974 in der Winterland Arena, San Francisco                                          |
| 2005 | Rare Cuts and Oddities 1966                                                 | — | — | — | Erstveröffentlichung: 25. März 2005, verschiedene Konzertaufnahmen                                                                                         |
| 2005 | Truckin’ Up to Buffalo                                                      | — | US137 (1 Wo.)US | — | Erstveröffentlichung: 12. Juli 2005, Konzert vom 4. Juli 1989 im Rich Stadium, Orchard Park, Erie County, New York                                         |
| 2005 | Fillmore West 1969                                                          | — | — | — | Erstveröffentlichung: 25. November 2005, Konzerte vom 27. Februar bis 2. März 1969 in Fillmore West, San Francisco                                         |
| 2007 | Live at the Cow Palace                                                      | — | US48 (1 Wo.)US | Rock14 (1 Wo.)Rock | Erstveröffentlichung: 19. Januar 2007, Konzert vom 31. Dezember 1976 im Cow Palace, Daly City, Kalifornien                                                 |
| 2007 | Three from the Vault                                                        | — | US112 (1 Wo.)US | — | Erstveröffentlichung: 26. Juni 2007, Konzert vom 19. Februar 1971 im Capitol Theatre, Port Chester, New York                                               |
| 2007 | Road Trips Volume 1 Number 1                                                | — | — | — | Erstveröffentlichung: 5. November 2007, verschiedene Konzertaufnahmen vom Frühjahr 1979                                                                    |
| 2008 | Road Trips Volume 1 Number 2                                                | — | — | — | Erstveröffentlichung: 4. Februar 2008, verschiedene Konzertaufnahmen vom Oktober 1977                                                                      |
| 2008 | Winterland 1973: The Complete Recordings                                    | — | — | — | Erstveröffentlichung: April 2008, Konzerte vom 9. bis 11. November 1973 in der Winterland Arena, San Francisco                                             |
| 2008 | Road Trips Volume 1 Number 3                                                | — | — | — | Erstveröffentlichung: 9. Juni 2008, verschiedene Konzertaufnahmen vom Sommer 1971                                                                          |
| 2008 | Road Trips Volume 1 Number 4                                                | — | — | — | Erstveröffentlichung: 30. September 2008, Konzerte vom 21. bis 22. Oktober 1978 in der Winterland Arena, San Francisco                                     |
| 2008 | Rocking the Cradle: Egypt 1978                                              | — | US35 (1 Wo.)US | Rock13 (1 Wo.)Rock | Erstveröffentlichung: 30. September 2008, Konzerte vom 15. und 16. September 1978 im Sphinx Theatre, Gizeh, Ägypten                                        |
| 2009 | To Terrapin: Hartford ’77                                                   | — | US59 (2 Wo.)US | Rock13 (1 Wo.)Rock | Konzert vom 28. Mai 1977 im Hartford Civic Center, Hartford, Connecticut                                                                                   |
| 2009 | Road Trips Vol. 2 No. 4                                                     | — | — | — | Erstveröffentlichung: 25. August 2009, Konzerte vom 26. und 27. Mai 1993 im Cal. Expo, Sacramento                                                          |
| 2009 | Winterland June 1977: The Complete Recordings                               | — | — | — | Erstveröffentlichung: 1. Oktober 2009, Konzerte vom 7. bis 9. Juni 1977 in der Winterland Arena, San Francisco                                             |
| 2009 | Road Trips Vol. 3 No. 1                                                     | — | — | — | Erstveröffentlichung: 10. November 2009, Konzerte vom 28. bis 30. Dezember 1979 im Oakland Auditorium, Oakland                                             |
| 2010 | Crimson, White & Indigo                                                     | — | US48 (1 Wo.)US | Rock15 (1 Wo.)Rock | Konzert vom 7. Juli 1989 im John F. Kennedy Stadium, Philadelphia                                                                                          |
| 2010 | Road Trips Vol. 3 No. 2                                                     | — | — | — | Erstveröffentlichung: 24. Februar 2010, Konzert vom 15. November 1971 im Municipal Auditorium, Austin, Texas                                               |
| 2010 | Road Trips Vol. 3 No. 3                                                     | — | — | — | Erstveröffentlichung: 14. Juni 2010, Konzert vom 15. Mai 1970 in Fillmore East, New York City                                                              |
| 2010 | Road Trips Vol. 3 No. 4                                                     | — | — | — | Erstveröffentlichung: 7. September 2010, Konzerte vom 6. und 7. Mai 1980 im Recreation Hall, Penn State University/Barton Hall, Cornell University, Ithaca |
| 2010 | Road Trips Vol. 4 No. 1: Big Rock Pow Wow ’69                               | — | — | — | Erstveröffentlichung: 16. November 2010, Konzerte vom 23. und 24. Mai 1969 in der Seminole Reservation, Hollywood, Florida                                 |
| 2010 | Family Dog at the Great Highway, San Francisco, CA, April 18, 1970          | — | — | — | Aufnahme vom 18. April 1970, zusammen mit Ron McKernan (Solo)                                                                                              |
| 2011 | Road Trips Vol. 4 No. 2: April Fools’ ’88                                   | — | US144 (1 Wo.)US | Rock36 (1 Wo.)Rock | Erstveröffentlichung: 1. Februar 2011, Konzerte vom 31. März und 1. April 1988 in der Brendan Byrne Arena, East Rutherford                                 |
| 2011 | Road Trips Vol. 4 No. 3                                                     | — | — | — | Erstveröffentlichung: 26. April 2011, Konzerte vom 20. und 21. November 1973 im Denver Coliseum, Denver                                                    |
| 2011 | Road Trips Vol. 4 No. 4                                                     | — | US95 (1 Wo.)US | Rock24 (1 Wo.)Rock | Konzerte vom 5. und 6. April 1982 im Spectrum, Philadelphia                                                                                                |
| 2011 | Road Trips Vol. 4 No. 5                                                     | — | US145 (1 Wo.)US | Rock32 (1 Wo.)Rock | Konzert vom 9. Juni 1976 in der Boston Music Hall, Boston                                                                                                  |
| 2011 | Europe ’72 Vol. 2                                                           | — | US72 (1 Wo.)US | Rock18 (1 Wo.)Rock | Erstveröffentlichung: 25. November 2011, verschiedene Aufnahmen der Europatour 1972                                                                        |
| 2012 | Spring 1990: So Glad You Made It                                            | — | US157 (1 Wo.)US | — | Erstveröffentlichung: 18. September 2012, verschiedene Aufnahmen von 1990                                                                                  |
| 2012 | Winterland May 30th 1971                                                    | — | — | — | Erstveröffentlichung: 23. November 2012, Aufnahme vom 30. Mai 1971 in Winterland (nur als LP)                                                              |
| 2013 | Sunshine Daydream                                                           | — | US19 (1 Wo.)US | Rock5 (1 Wo.)Rock | Erstveröffentlichung: 16. September 2013, Aufnahme vom 27. August 1972 in Veneta, Oregon                                                                   |
| 2014 | Hampton ’79                                                                 | — | — | — | Erstveröffentlichung: 19. April 2014, Aufnahme vom 5. April 1979 im Hampton Coliseum, Hampton, Virginia                                                    |
| 2014 | Wake Up to Find Out                                                         | — | US51 (1 Wo.)US | Rock18 (1 Wo.)Rock | Erstveröffentlichung: 9. September 2014, Aufnahme vom 29. März 1990 im Nassau Coliseum, Hempstead (New York)                                               |
| 2014 | Houston, Texas 11-18-1972                                                   | — | — | Rock39 (1 Wo.)Rock | Erstveröffentlichung: 28. November 2014 |
| 2015 | 30 Trips Around the Sun: The Definitive Live Story 1965–1995                | DE84 (1 Wo.)DE | US161 Gold · (1 Wo.)US | Rock34 (1 Wo.)Rock | Erstveröffentlichung: 18. September 2015 |
| 2016 | Capitol Theatre, Passaic, NJ, 4/25/77                                       | — | — | Rock46 (1 Wo.)Rock | Aufnahmen vom 25. April 1977 im Capitol Theatre, Passaic, New Jersey                                                                                       |
| 2016 | July 1978: The Complete Recordings                                          | — | US62 (1 Wo.)US | Rock7 (1 Wo.)Rock | Erstveröffentlichung: 13. Mai 2016, Aufnahmen vom 1. bis 8. Juli 1978                                                                                      |
| 2016 | Red Rocks: 7/8/78                                                           | — | US177 (1 Wo.)US | Rock18 (1 Wo.)Rock | Erstveröffentlichung: 13. Mai 2016, Aufnahmen vom 8. Juli 1978 im Red Rocks Amphitheatre, Morrison, Colorado                                               |
| 2017 | May 1977: Get Shown the Light                                               | — | US33 (1 Wo.)US | Rock8 (1 Wo.)Rock | Erstveröffentlichung: 5. Mai 2017, Aufnahmen vom 5. bis 9. Mai 1977                                                                                        |
| 2017 | Cornell 5/8/77                                                              | DE65 (1 Wo.)DE | US25 (2 Wo.)US | Rock4 (2 Wo.)Rock | Erstveröffentlichung: 5. Mai 2017, Aufnahmen vom 8. Mai 1977 in Barton Hall, Ithaca, New York                                                              |
| 2017 | Robert F. Kennedy Stadium, Washington, D.C., July 12 & 13, 1989             | — | US64 (1 Wo.)US | Rock9 (1 Wo.)Rock | Erstveröffentlichung: 10. November 2017 |
| 2018 | Pacific Northwest ’73–’74: The Complete Recordings                          | — | US88 (1 Wo.)US | Rock12 (1 Wo.)Rock | Erstveröffentlichung: 7. September 2018 |
| 2019 | Warfield: San Francisco, California, October 9th, 1980 / October 10th, 1980 | — | US84 (1 Wo.)US | Rock12 (1 Wo.)Rock | Erstveröffentlichung: 13. April 2019 |
| 2019 | Giants Stadium 1987, 1989, 1991                                             | — | US118 (1 Wo.)US | Rock19 (1 Wo.)Rock | Erstveröffentlichung: 27. September 2019 |
| 2019 | Ready or Not                                                                | — | US172 (1 Wo.)US | Rock29 (1 Wo.)Rock | Erstveröffentlichung: 22. November 2019 |
| 2021 | Fox Theatre, St. Louis, MO 12-10-71                                         | DE90 (1 Wo.)DE | — | — | Erstveröffentlichung: 1. Oktober 2021 |
| 2021 | Listen to the River: St. Louis ’71 ’72 ’73                                  | — | US122 (1 Wo.)US | Rock15 (1 Wo.)Rock | Erstveröffentlichung: 8. Oktober 2021 |
| 2022 | Lyceum Theatre, London, England 5/26/72                                     | DE85 (1 Wo.)DE | US166 (1 Wo.)US | — | Erstveröffentlichung: 29. Juli 2022 |
| 2022 | In and Out of the Garden: Madison Square Garden ’81, ’82, ’83               | — | US159 (1 Wo.)US | — | Erstveröffentlichung: 30. September 2022 |
| 2023 | Boston Garden, Boston, MA 5.7.77                                            | — | US156 (1 Wo.)US | — | Erstveröffentlichung: 21. April 2023 |

grau schraffiert: keine Chartdaten aus diesem Jahr verfügbar

#### Dick’s-Picks-Serie
Die Dick’s-Picks-Serie enthält diverse Live-Mitschnitte, die vom Archivar Dick Latvala herausgegeben wurden. Die Serie wurde im Dezember 1993 gestartet und endete mit Folge 36 im Oktober 2005.
| Jahr | Titel                  | Anmerkungen |
| ---- | ---------------------- | --- |
| 1993 | Dick’s Picks Volume 1  | Erstveröffentlichung: Dezember 1993 Konzert am 19. Dezember 1973 in Tampa                                                                                          |
| 1995 | Dick’s Picks Volume 2  | Erstveröffentlichung: März 1995 Konzert am 31. Oktober 1971 im Ohio Theatre, Columbus                                                                              |
| 1995 | Dick’s Picks Volume 3  | Erstveröffentlichung: November 1995 Konzert am 22. Mai 1977 im Hollywood Sportatorium, Pembroke Pines                                                              |
| 1996 | Dick’s Picks Volume 4  | Erstveröffentlichung: Februar 1996 Konzert am 13./14. Februar 1970 in Fillmore East, New York City                                                                 |
| 1996 | Dick’s Picks Volume 5  | Erstveröffentlichung: Mai 1996 Konzert am 26. Dezember 1979 in der Oakland Auditorium Arena, Oakland                                                               |
| 1996 | Dick’s Picks Volume 6  | Erstveröffentlichung: Oktober 1996 Konzert am 14. Oktober 1983 im Hartford Civic Center, Hartford                                                                  |
| 1997 | Dick’s Picks Volume 7  | Erstveröffentlichung: März 1997 Konzert am 9. bis 11. September 1974 im Alexandra Palace, London, England                                                          |
| 1997 | Dick’s Picks Volume 8  | Erstveröffentlichung: Juni 1997 Konzert am 2. Mai 1970 im Harpur College, Binghamton                                                                               |
| 1997 | Dick’s Picks Volume 9  | Erstveröffentlichung: Oktober 1997 am 16. September 1990 im Madison Square Garden, New York City                                                                   |
| 1998 | Dick’s Picks Volume 10 | Erstveröffentlichung: Februar 1998 Konzert am 29./30. Dezember 1977 in Winterland, San Francisco                                                                   |
| 1998 | Dick’s Picks Volume 11 | Erstveröffentlichung: Juni 1998 Konzert am 27. September 1972 im Stanley Theater, Jersey City                                                                      |
| 1998 | Dick’s Picks Volume 12 | Erstveröffentlichung: Oktober 1998 Konzerte am 26. Juni 1974 im Providence Civic Center, Providence und am 28. Juni 1974 im Boston Garden, Boston                  |
| 1999 | Dick’s Picks Volume 13 | Erstveröffentlichung: März 1999 Konzert am 6. Mai 1981 im Nassau Coliseum, Hempstead                                                                               |
| 1999 | Dick’s Picks Volume 14 | Erstveröffentlichung: Juni 1999 Konzerte vom 30. November bis 2. Dezember 1973 in der Boston Music Hall, Boston                                                    |
| 1999 | Dick’s Picks Volume 15 | Erstveröffentlichung: Oktober 1999 Konzert am 3. September 1977 im Raceway Park, Englishtown                                                                       |
| 2000 | Dick’s Picks Volume 16 | Erstveröffentlichung: Februar 2000 Konzert am 8. November 1969 in Fillmore West, San Francisco                                                                     |
| 2000 | Dick’s Picks Volume 17 | Erstveröffentlichung: 28. April 2000 Konzert am 25. September 1991 im Boston Garden, Boston, 31. März 1991                                                         |
| 2000 | Dick’s Picks Volume 18 | Erstveröffentlichung: Juni 2000 Konzerte am 3. Februar 1978 im Dane County Coliseum, Madison und 5. Februar 1978 im Uni-Dome, Cedar Falls                          |
| 2000 | Dick’s Picks Volume 19 | Erstveröffentlichung: Oktober 2000 Konzert am 19. Oktober 1973 in der Fairgrounds Arena, Oklahoma City                                                             |
| 2001 | Dick’s Picks Volume 20 | Erstveröffentlichung: Januar 2001 Konzerte am 25. September 1976 im Capital Centre, Landover und am 28. September 1976 am Onondaga County War Memorial in Syracuse |
| 2001 | Dick’s Picks Volume 21 | Erstveröffentlichung: März 2001 Konzert am 1. November 1985 im Richmond Coliseum, Richmond und 2. September 1980                                                   |
| 2001 | Dick’s Picks Volume 22 | Erstveröffentlichung: Juni 2001 Konzerte am 23. und 24. Februar 1968 im Kings Beach Bowl, Lake Tahoe                                                               |
| 2001 | Dick’s Picks Volume 23 | Erstveröffentlichung: Oktober 2001 Konzert am 17. September 1972 im Baltimore Civic Center, Baltimore                                                              |
| 2002 | Dick’s Picks Volume 24 | Erstveröffentlichung: Februar 2002 Konzert am 23. März 1974 im Cow Palace, Daly City                                                                               |
| 2002 | Dick’s Picks Volume 25 | Erstveröffentlichung: Juli 2002 Konzerte am 10. Mai 1978 im New Haven Coliseum, New Haven und 11. Mai 1978 im MassMutual Center, Springfield                       |
| 2002 | Dick’s Picks Volume 26 | Erstveröffentlichung: Oktober 2002 Konzerte am 26. April 1969 im Electric Theater, Chicago und am 27. April 1969 im Labor Temple, Minneapolis                      |
| 2002 | Dick’s Picks Volume 27 | Erstveröffentlichung: Januar 2003 Konzert am 16. Dezember 1992 in der Oakland Coliseum Arena, Oakland                                                              |
| 2003 | Dick’s Picks Volume 28 | Erstveröffentlichung: April 2003 Konzert am 26. Februar 1973 im Pershing Municipal Auditorium, Lincoln und 28. Februar 1973 im Salt Palace, Salt Lake City         |
| 2003 | Dick’s Picks Volume 29 | Erstveröffentlichung: Juli 2003 Konzerte am 19. Mai 1977 im Fox Theatre, Atlanta und 21. Mai 1977 in der Lakeland Civic Arena, Lakeland                            |
| 2003 | Dick’s Picks Volume 30 | Erstveröffentlichung: Oktober 2003 Konzerte am 25. März 1972 und 28. März 1972 in der Academy of Music, New York City                                              |
| 2004 | Dick’s Picks Volume 31 | Erstveröffentlichung: März 2004 Konzerte am 4. und 5. August 1974 im Philadelphia Civic Center, Philadelphia und 6. August 1974 im Roosevelt Stadium, Jersey City  |
| 2004 | Dick’s Picks Volume 32 | Erstveröffentlichung: Juli 2004 Konzerte am 7. August 1982 im Alpine Valley Music Theatre, East Troy                                                               |
| 2004 | Dick’s Picks Volume 33 | Erstveröffentlichung: November 2004 Konzerte am 9. und 10. Oktober 1976 im Oakland Stadium, Oakland                                                                |
| 2005 | Dick’s Picks Volume 34 | Erstveröffentlichung: Februar 2005 Konzerte am 5. November 1977 in der Blue Cross Arena, Rochester und 2. November 1977 im Seneca College Field House, Toronto     |
| 2005 | Dick’s Picks Volume 35 | Erstveröffentlichung: Juni 2005 Konzerte am 7. August 1971 in San Diego, am 24. August 1971 in Chicago und am 6. August 1971 im Palladium, Hollywood, Kalifornien  |
| 2005 | Dick’s Picks Volume 36 | Erstveröffentlichung: Oktober 2005 Konzert am 21. September 1972 im The Spectrum, Philadelphia                                                                     |

#### Dave’s-Picks-Serie
Nach Beendigung der Serie von Dick Latvala übernahm David Lemieux eine eigene Serie. Diese begann im Februar 2012. Die jeweiligen CDs erschienen in einer auf 14.000 limitierten Auflage auf Rhino Records. Sie bestanden meist aus drei CDs, die einen Livemitschnitt repräsentierten. Einige Teile der Serie enthielten noch eine Bonus-CD.

| Jahr | Titel                  | Höchstplatzierung, Gesamtwochen, AuszeichnungChartplatzierungen (Jahr, Titel, Platzierungen, Wochen, Auszeichnungen, Anmerkungen) | Höchstplatzierung, Gesamtwochen, AuszeichnungChartplatzierungen (Jahr, Titel, Platzierungen, Wochen, Auszeichnungen, Anmerkungen) | Anmerkungen |
| Jahr | Titel                  | US | Rock | Anmerkungen |
| ---- | ---------------------- | --- | --- | --- |
| 2012 | Dave’s Picks Volume 1  | US91 (2 Wo.)US | — | Erstveröffentlichung: Februar 2012, 3 CD Konzert vom 25. Mai 1977 in The Mosque, Richmond, Virginia                                                                                       |
| 2012 | Dave’s Picks Volume 2  | US145 (1 Wo.)US | Rock48 (1 Wo.)Rock | Erstveröffentlichung: Mai 2012, 4 CD Konzert vom 31. Juli 1974 im Dillon Stadium, Hartford, Connecticut                                                                                   |
| 2012 | Dave’s Picks Volume 3  | US34 (1 Wo.)US | Rock9 (1 Wo.)Rock | Erstveröffentlichung: August 2012, 3 CD Konzert vom 22. Oktober 1971 im Auditorium Theatre, Chicago, Illinois                                                                             |
| 2012 | Dave’s Picks Volume 4  | — | — | Erstveröffentlichung: Oktober 2012, 3 CD Konzert vom 24. September 1976 im College Of William & Mary, Williamsburg, Virginia                                                              |
| 2013 | Dave’s Picks Volume 5  | US38 (1 Wo.)US | Rock12 (1 Wo.)Rock | Erstveröffentlichung: Februar 2013, 3 CD Konzert vom 17. November 1973 im Pauley Pavilion, UCLA, Los Angeles, Kalifornien                                                                 |
| 2013 | Dave’s Picks Volume 6  | US32 (1 Wo.)US | Rock11 (1 Wo.)Rock | Erstveröffentlichung: April 2013, 3 CD Konzerte vom 20. Dezember 1969 in Fillmore, San Francisco und 2. Februar 1970 im Fox Theatre, St. Louis, Missouri                                  |
| 2013 | Dave’s Picks Volume 7  | US26 (1 Wo.)US | Rock3 (1 Wo.)Rock | Erstveröffentlichung: August 2013, 3 CD Konzert vom 24. April 1978 im Horton Field House, Illinois State University, Normal, Illinois                                                     |
| 2013 | Dave’s Picks Volume 8  | — | — | Erstveröffentlichung: November 2013, 3 CD Konzert vom 30. November 1980 im Fox Theatre, Atlanta, Georgia                                                                                  |
| 2014 | Dave’s Picks Volume 9  | US30 (1 Wo.)US | Rock6 (1 Wo.)Rock | Erstveröffentlichung: 1. Februar 2014, 3 CD Konzert vom 14. Mai 1974 im Harry Adams Field House, University of Montana, Missoula, Montana                                                 |
| 2014 | Dave’s Picks Volume 10 | US17 (1 Wo.)US | Rock5 (1 Wo.)Rock | Erstveröffentlichung: 1. Mai 2014, 3 CD Konzert vom 12. Dezember 1969 in Thelma, Los Angeles, Kalifornien                                                                                 |
| 2014 | Dave’s Picks Volume 11 | — | — | Erstveröffentlichung: 2014, 3 CD Konzert vom 17. November 1972 in der Century II Convention Hall, Wichita, Kansas                                                                         |
| 2014 | Dave’s Picks Volume 12 | US29 (1 Wo.)US | Rock8 (1 Wo.)Rock | Erstveröffentlichung: 1. November 2014, 3 CD Konzert vom 4. November 1977 in der Colgate University, Hamilton, New York                                                                   |
| 2015 | Dave’s Picks Volume 13 | US32 (1 Wo.)US | Rock5 (1 Wo.)Rock | Erstveröffentlichung: 3. Februar 2015, 3 CD Konzert vom 24. Februar 1974 in Winterland, San Francisco, Kalifornien                                                                        |
| 2015 | Dave’s Picks Volume 14 | US31 (1 Wo.)US | Rock3 (1 Wo.)Rock | Erstveröffentlichung: 5. Mai 2015, 3 CD Konzert vom 26. März 1972 in der Academy of Music, New York, New York                                                                             |
| 2015 | Dave’s Picks Volume 15 | — | — | Erstveröffentlichung: 1. August 2015 Konzert vom 22. April 1978 im Municipal Auditorium, Nashville, Tennessee                                                                             |
| 2015 | Dave’s Picks Volume 16 | US34 (1 Wo.)US | Rock4 (1 Wo.)Rock | Erstveröffentlichung: 1. November 2015 Konzert vom 28. März 1973 im Springfield Civic Center, Springfield, Massachusetts                                                                  |
| 2016 | Dave’s Picks Volume 17 | US31 (1 Wo.)US | Rock8 (1 Wo.)Rock | Erstveröffentlichung: 1. Februar 2016 Konzert vom 19. Juli 1974 in der Selland Arena, Fresno, Kalifornien                                                                                 |
| 2016 | Dave’s Picks Volume 18 | US38 (1 Wo.)US | Rock5 (1 Wo.)Rock | Erstveröffentlichung: 1. Mai 2016 Konzert vom 17. Juli 1976 im Orpheum Theatre, San Francisco, Kalifornien                                                                                |
| 2016 | Dave’s Picks Volume 19 | US26 (1 Wo.)US | Rock3 (1 Wo.)Rock | Erstveröffentlichung: 1. August 2016 Konzert vom 23. Januar 1970 im Honolulu City Auditorium, Honolulu, Hawaii                                                                            |
| 2016 | Dave’s Picks Volume 20 | US39 (1 Wo.)US | Rock4 (2 Wo.)Rock | Erstveröffentlichung: 1. November 2016 Konzert vom 9. Dezember 1981 im CU Events Center, Boulder, Colorado                                                                                |
| 2017 | Dave’s Picks Volume 21 | US26 (1 Wo.)US | Rock3 (1 Wo.)Rock | Erstveröffentlichung: 27. Januar 2017 Konzert vom 2. April 1973 im Boston Garden, Boston, Massachusetts                                                                                   |
| 2017 | Dave’s Picks Volume 22 | US34 (1 Wo.)US | Rock5 (1 Wo.)Rock | Erstveröffentlichung: 28. April 2017 Konzert vom 7. Dezember 1971 im Felt Forum, New York, New York                                                                                       |
| 2017 | Dave’s Picks Volume 23 | US30 (1 Wo.)US | Rock5 (1 Wo.)Rock | Erstveröffentlichung: 28. Juli 2017 Konzert vom 22. Januar 1978 im McArthur Court, Eugene, Oregon                                                                                         |
| 2017 | Dave’s Picks Volume 24 | US91 (2 Wo.)US | Rock11 (2 Wo.)Rock | Erstveröffentlichung: 2017 Konzert vom 25. August 1972 im Berkeley Community Theatre, Berkeley, Kalifornien                                                                               |
| 2018 | Dave’s Picks Volume 25 | US27 (1 Wo.)US | Rock2 (1 Wo.)Rock | Erstveröffentlichung: 26. Januar 2018 Konzert vom 6. November 1977 in der Broome County Arena, Binghamton, New York                                                                       |
| 2018 | Dave’s Picks Volume 26 | US26 (1 Wo.)US | Rock3 (1 Wo.)Rock | Erstveröffentlichung: 27. April 2018 Konzert vom 17. November 1971 im Albuquerque Civic Auditorium, Albuquerque, New Mexico                                                               |
| 2018 | Dave’s Picks Volume 27 | US29 (1 Wo.)US | Rock5 (1 Wo.)Rock | Erstveröffentlichung: 27. Juli 2018 Konzert vom 2. September 1983 im Boise State University Pavilion, Boise, Idaho                                                                        |
| 2018 | Dave’s Picks Volume 28 | US35 (1 Wo.)US | Rock5 (1 Wo.)Rock | Erstveröffentlichung: 26. Oktober 2018 Konzert vom 17. Juni 1976 im Capitol Theatre, Passaic, New Jersey                                                                                  |
| 2019 | Dave’s Picks Volume 29 | US26 (1 Wo.)US | Rock2 (1 Wo.)Rock | Erstveröffentlichung: 1. Februar 2019 Konzert vom 26. Februar 1977 im Swing Auditorium, San Bernardino, Kalifornien                                                                       |
| 2019 | Dave’s Picks Volume 30 | US34 (1 Wo.)US | Rock5 (1 Wo.)Rock | Erstveröffentlichung: 3. Mai 2019 Konzert vom 2. Januar 1970 im Fillmore East, New York City, New York                                                                                    |
| 2019 | Dave’s Picks Volume 31 | US26 (1 Wo.)US | Rock3 (1 Wo.)Rock | Erstveröffentlichung: 26. Juli 2019 Konzert vom 3. Dezember 1979 im Uptown Theatre, Chicago, Illinois                                                                                     |
| 2019 | Dave’s Picks Volume 32 | US22 (1 Wo.)US | Rock1 (1 Wo.)Rock | Erstveröffentlichung: 1. November 2019 Konzert vom 24. März 1973 im Philadelphia Spectrum, Philadelphia, Pennsylvania                                                                     |
| 2020 | Dave’s Picks Volume 33 | US45 (1 Wo.)US | Rock2 (1 Wo.)Rock | Erstveröffentlichung: 31. Januar 2020 Konzert vom 29. Oktober 1977 im Chick Evans Field House, DeKalb, Illinois                                                                           |
| 2020 | Dave’s Picks Volume 34 | US22 (1 Wo.)US | Rock1 (1 Wo.)Rock | Erstveröffentlichung: 1. Mai 2020 Konzert vom 23. Juni 1974 im Jai-Alai Frontón, Miami, Florida                                                                                           |
| 2020 | Dave’s Picks Volume 35 | US30 (1 Wo.)US | — | Erstveröffentlichung: 31. Juli 2020 Konzert vom 20. April 1984 Philadelphia Civic Center, Philadelphia, Pennsylvania                                                                      |
| 2020 | Dave’s Picks Volume 36 | US25 (1 Wo.)US | — | Erstveröffentlichung: 30. Oktober 2020 Konzert vom 26. März + 27. März 1987 Hartford Civic Center, Hartford, Connecticut                                                                  |
| 2021 | Dave’s Picks Volume 37 | US19 (1 Wo.)US | Rock2 (1 Wo.)Rock | Erstveröffentlichung: 29. Januar 2021 Konzert vom 15. April 1978 im College of William & Mary, Williamsburg, Virginia                                                                     |
| 2021 | Dave’s Picks Volume 38 | US25 (1 Wo.)US | Rock3 (1 Wo.)Rock | Erstveröffentlichung: 30. April 2021 Konzert vom 8. September 1973 im Nassau Coliseum, Uniondale, New York                                                                                |
| 2021 | Dave’s Picks Volume 39 | US16 (1 Wo.)US | Rock1 (1 Wo.)Rock | Erstveröffentlichung: 30. Juli 2021 Konzert vom 26. April 1983 im Spectrum, Philadelphia, Pennsylvania                                                                                    |
| 2021 | Dave’s Picks Volume 40 | US13 (1 Wo.)US | Rock1 (1 Wo.)Rock | Erstveröffentlichung: 29. Oktober 2021 Konzert vom 18. und 19. Juli 1990 im Deer Creek Music Center, Noblesville, Indiana                                                                 |
| 2022 | Dave’s Picks Volume 41 | US13 (1 Wo.)US | Rock1 (1 Wo.)Rock | Erstveröffentlichung: 28. Januar 2022 Konzert vom 26. Mai 1977 im Baltimore Civic Center, Williamsburg, Baltimore                                                                         |
| 2022 | Dave’s Picks Volume 42 | US12 (1 Wo.)US | Rock1 (1 Wo.)Rock | Erstveröffentlichung: 28. Januar 2022 Konzert vom 23. Februar 1974 in Winterland, San Francisco, Kalifornien                                                                              |
| 2022 | Dave’s Picks Volume 43 | US11 (1 Wo.)US | Rock2 (1 Wo.)Rock | Erstveröffentlichung: 29. Juli 2022 Konzerte vom 2. November 1969 im Family Dog/Great Highway, San Francisco, Kalifornien und vom 26. Dezember 1969 im McFarlin Auditorium, Dallas, Texas |
| 2022 | Dave’s Picks Volume 44 | US13 (1 Wo.)US | Rock3 (1 Wo.)Rock | Erstveröffentlichung: 28. Oktober 2022 Konzert vom 23. Juni 1990 im Autzen Stadium, Eugene, Oregon                                                                                        |
| 2023 | Dave’s Picks Volume 45 | US18 (1 Wo.)US | Rock5 (1 Wo.)Rock | Erstveröffentlichung: 27. Januar 2023 Zwei Konzerte vom 1. und 2. Oktober 1977 im Paramount Theatre, Portland, Oregon                                                                     |
| 2023 | Dave’s Picks Volume 46 | US28 (1 Wo.)US | Rock3 (1 Wo.)Rock | Erstveröffentlichung: 28. April 2023 Konzert vom 9. September 1972 im Hollywood Palladium, Los Angeles, Kalifornien                                                                       |
| 2023 | Dave’s Picks Volume 47 | US27 (1 Wo.)US | Rock3 (1 Wo.)Rock | Erstveröffentlichung: 28. Juli 2023 Konzert vom 9. Dezember 1979 im Kiel Auditorium, St. Louis, Missouri                                                                                  |
| 2023 | Dave’s Picks Volume 48 | US33 (1 Wo.)US | Rock6 (1 Wo.)Rock | Erstveröffentlichung: 27. Oktober 2023 Konzert vom 20. November 1971 im Pauley Pavilion, UCLA, Los Angeles, Kalifornien                                                                   |
| 2024 | Dave’s Picks Volume 49 | US25 (1 Wo.)US | Rock5 (1 Wo.)Rock | Erstveröffentlichung: 26. Januar 2024 Zwei Konzerte vom 27. und 28. April 1985 im Frost Amphitheatre, Stanford U., Palo Alto, CA                                                          |
| 2024 | Dave’s Picks Volume 50 | US32 (1 Wo.)US | Rock7 (1 Wo.)Rock | Erstveröffentlichung: 26. April 2024 Konzert vom 3. Mai 1977 im The Palladium, New York, New York                                                                                         |
| 2024 | Dave’s Picks Volume 51 | US31 (1 Wo.)US | Rock7 (1 Wo.)Rock | Erstveröffentlichung: 26. Juli 2024 Konzert vom 13. April 1971 im Scranton Catholic Youth Center, Scranton, Pennsylvania                                                                  |
| 2024 | Dave’s Picks Volume 52 | US36 (1 Wo.)US | Rock7 (1 Wo.)Rock | Erstveröffentlichung: 25. Oktober 2024 Konzert vom 11. September 1985 im The Downs at Santa Fe, Santa Fe, New Mexico                                                                      |
| 2025 | Dave’s Picks Volume 53 | US35 (1 Wo.)US | Rock5 (1 Wo.)Rock | Erstveröffentlichung: 31. Januar 2025 Konzert vom 2. Oktober 1976 im Riverfront Coliseum, Cincinnati, Ohio                                                                                |
| 2025 | Dave’s Picks Volume 54 | US35 (1 Wo.)US | — | Erstveröffentlichung: 25. April 2025 Konzert vom 26. März 1973 im Baltimore Civic Center, Baltimore, Maryland                                                                             |
| 2025 | Dave’s Picks Volume 55 | US28 (1 Wo.)US | — | Erstveröffentlichung: 25. Juli 2025 Konzert vom 28. Oktober 1990 im Le Zénith, Paris |

### Halblegale Veröffentlichungen
Diese Alben sind nicht völlig erlaubte bzw. genehmigte Alben von Seiten Grateful Deads.

| Jahr | Titel         | Höchstplatzierung, Gesamtwochen, AuszeichnungChartsChartplatzierungen (Jahr, Titel, Platzierungen, Wochen, Auszeichnungen, Anmerkungen) | Anmerkungen             |
| Jahr | Titel         | US | Anmerkungen             |
| ---- | ------------- | --- | ----------------------- |
| 1970 | Vintage Dead  | US127 (10 Wo.)US | Jahr der Aufnahme: 1966 |
| 1971 | Historic Dead | US154 (7 Wo.)US | Jahr der Aufnahme: 1966 |

Weitere Veröffentlichungen
- 1972: History Of The Grateful Dead (Jahr der Aufnahme: 1966)
- 1972: Pop History Vol. 23: The Grateful Dead (Jahr der Aufnahme: 1966)

### Official Grateful Dead Download Series
| Jahr | Titel                                    | Konzerttag(e) und -ort(e)                                                                 |
| ---- | ---------------------------------------- | ----------------------------------------------------------------------------------------- |
| 2005 | Grateful Dead Download Series Volume 1   | 30. April 1977 Palladium, New York City                                                   |
| 2005 | Grateful Dead Download Series Volume 2   | 18. Januar 1970 Springer’s Inn, Portland, Oregon                                          |
| 2005 | Grateful Dead Download Series Volume 3   | 26. Oktober 1971 The Palestra, Rochester, New York                                        |
| 2005 | Grateful Dead Download Series Volume 4   | 18. Juni 1976 Capitol Theatre, Passaic, New Jersey                                        |
| 2005 | Grateful Dead Download Series Volume 5   | 27. März 1988 Hampton Coliseum, Hampton, Virginia                                         |
| 2005 | Grateful Dead Download Series Volume 6   | 13. März 1968 Carousel Ballroom, San Francisco                                            |
| 2005 | Grateful Dead Download Series Volume 7   | 3. September 1980; Springfield, Massachusetts 4. September 1980; Providence, Rhode Island |
| 2005 | Grateful Dead Download Series Volume 8   | 10. Dezember 1973 Cricket Arena, Charlotte, North Carolina                                |
| 2005 | Grateful Dead Download Series Family Dog | 4. Februar 1970 Great Highway, San Francisco                                              |
| 2006 | Grateful Dead Download Series Volume 9   | 2.–3. April 1989 Civic Arena, Pittsburgh, Pennsylvania                                    |
| 2006 | Grateful Dead Download Series Volume 10  | 21. Juli 1972 Paramount Northwest Theatre, Seattle, Washington                            |
| 2006 | Grateful Dead Download Series Volume 11  | 20. Juni 1991 Pine Knob Music Theater, Clarkston, Michigan                                |
| 2006 | Grateful Dead Download Series Volume 12  | 17. April 1969 Washington University, St. Louis, Missouri                                 |
| 2008 | Road Trips Full Show: Spectrum 11/5/79   | 5. November 1979 The Spectrum, Philadelphia, Pennsylvania                                 |
| 2008 | Road Trips Full Show: Spectrum 11/6/79   | 6. November 1979 The Spectrum, Philadelphia, Pennsylvania                                 |

## Singles
| Jahr | Titel Album                               | Höchstplatzierung, Gesamtwochen, AuszeichnungChartplatzierungen (Jahr, Titel, Album, Platzierungen, Wochen, Auszeichnungen, Anmerkungen) | Höchstplatzierung, Gesamtwochen, AuszeichnungChartplatzierungen (Jahr, Titel, Album, Platzierungen, Wochen, Auszeichnungen, Anmerkungen) | Anmerkungen                                                            |
| Jahr | Titel Album                               | US | Rock | Anmerkungen                                                            |
| ---- | ----------------------------------------- | --- | --- | ---------------------------------------------------------------------- |
| 1970 | Uncle John’s Band Workingman’s Dead       | US69 (7 Wo.)US | — | B-Seite: New Speedway Boogie                                           |
| 1970 | Truckin’ American Beauty                  | US64 (8 Wo.)US | — | B-Seite: Ripple                                                        |
| 1973 | Sugar Magnolia Europe ’72                 | US91 (2 Wo.)US | — | B-Seite: Mr. Charlie                                                   |
| 1975 | The Music Never Stopped Blues for Allah   | US81 (5 Wo.)US | — | B-Seite: Help On the Way                                               |
| 1980 | Alabama Getaway Go to Heaven              | US68 (6 Wo.)US | — | B-Seite: Far From Me                                                   |
| 1981 | Dire Wolf Reckoning                       | — | Rock37 (4 Wo.)Rock |                                                                        |
| 1981 | Ripple Reckoning                          | — | Rock50 (2 Wo.)Rock |                                                                        |
| 1987 | Touch of Grey In the Dark                 | US9 (15 Wo.)US | Rock1 (12 Wo.)Rock | B-Seite: My Brother Esau, US Adult Contemporary Charts: 15 (10 Wochen) |
| 1987 | Hell In A Bucket In the Dark              | — | Rock3 (13 Wo.)Rock | B-Seite: West L.A. Fadeaway                                            |
| 1987 | Throwing Stones (Ashes Ashes) In the Dark | — | Rock15 (10 Wo.)Rock | B-Seite: When Push Comes To Shove                                      |
| 1987 | West L.A. Fadeaway In the Dark            | — | Rock40 (4 Wo.)Rock |                                                                        |
| 1987 | When Push Comes To Shove In the Dark      | — | Rock45 (5 Wo.)Rock |                                                                        |
| 1989 | Foolish Heart Built to Last               | — | Rock8 (9 Wo.)Rock | B-Seite: We Can Run                                                    |
| 1990 | Just a Little Light Built to Last         | — | Rock41 (5 Wo.)Rock |                                                                        |

grau schraffiert: keine Chartdaten aus diesem Jahr verfügbar
Weitere Singles
- 1966: Stealin’ (B-Seite: Don’t Ease Me In)
- 1967: The Golden Road (To The Unlimited Devotion) (B-Seite: Cream Puff War)
- 1967: Viola Lee Blues
- 1968: Dark Star (B-Seite: Born Cross Eyed)
- 1969: Dupree’s Diamond Blues (B-Seite: Cosmic Charlie)
- 1969: China Cat Sunflower
- 1970: Casey Jones
- 1972: One More Saturday Night (B-Seite: Bertha)
- 1972: Johnny B. Goode (B-Seite: Truckin’)
- 1973: Let Me Sing Your Blues Away (B-Seite: Here Comes Sunshine)
- 1973: Eyes Of The World (B-Seite: Weather Report Suite, Pt. 1)
- 1974: U.S. Blues (B-Seite: Loose Lucy)
- 1975: Franklin’s Tower (B-Seite: Help On the Way)
- 1977: Dancin’ in the Streets (B-Seite: Terrapin Station)
- 1977: Passenger (B-Seite: Terrapin Station)
- 1978: Good Lovin’ (B-Seite: Stagger Lee)
- 1979: Shakedown Street (B-Seite: Shakedown Street)
- 1980: Don’t Ease Me In (B-Seite: Far From Me)
- 2013: Iko Iko (Split-Single mit Dr. John und the Dixie Cups [Record Store Day 2013 Exclusive])

## Konzertfilme
| Jahr | Titel                                     | Aufnahmezeitpunkt(e) und -ort(e)                                                                   |
| ---- | ----------------------------------------- | -------------------------------------------------------------------------------------------------- |
| 1977 | The Grateful Dead Movie                   | 16.–20. Oktober 1974, Winterland, San Francisco, Kalifornien · US: ×2Doppelplatin 21. Februar 2005 |
| 1981 | Dead Ahead                                | 30.–31. Oktober 1980, Radio City Music Hall, New York City · US: Gold 20. November 1995            |
| 1987 | So Far                                    | 1985, verschiedene Aufnahmeorte · US: Gold 27. Januar 1988                                         |
| 1987 | The Making of the Touch of Gray Video     | 9. Mai 1987, Laguna Seca Recreation Area, Monterey, Kalifornien · US: Gold 14. Juni 1988           |
| 1992 | Backstage Pass                            | Aufnahmen aus verschiedenen Jahren, verschiedene Aufnahmeorte                                      |
| 1992 | Infrared Sightings                        | Aufnahmen von 1989 bis 1990, verschiedene Aufnahmeorte                                             |
| 1996 | Ticket to New Year’s                      | 31. Dezember 1987, Oakland Coliseum, Oakland, Kalifornien · US: Gold 10. Januar 1997               |
| 1996 | The Concerts                              | Boxset beinhaltet The Grateful Dead Movie, Dead Ahead und Ticket to New Year’s                     |
| 1997 | Downhill from Here                        | 17.–19. Juli 1989, Alpine Valley Music Theatre, East Troy, Wisconsin · US: Gold 2. Februar 2001    |
| 1997 | Anthem to Beauty                          | Making of Anthem of the Sun und American Beauty                                                    |
| 1997 | Grateful Dead Collection                  | Boxset beinhaltet The Grateful Dead Movie, Dead Ahead, Ticket to New Year’s und Downhill From Here |
| 2000 | View from the Vault                       | 8. Juli 1990, Three Rivers Stadium, Pittsburgh, Pennsylvania · US: Gold 2. Februar 2001            |
| 2000 | Live in Concert                           | Boxset beinhaltet Downhill from Here, Ticket to New Year’s and View from the Vault                 |
| 2001 | View from the Vault II                    | 14. Juni 1991, Robert F. Kennedy Memorial Stadium, Washington, D.C. · US: Gold 27. Februar 2003    |
| 2002 | View from the Vault III                   | 16. Juni 1990, Shoreline Amphitheatre, Mountain View, Kalifornien.                                 |
| 2003 | View from the Vault I, II, III            | Boxset beinhaltet View from the Vault I – III                                                      |
| 2003 | View from the Vault IV                    | 24. Juli und 26. Juli 1987, Oakland Stadium, Anaheim Stadium, Oakland und Anaheim, Kalifornien     |
| 2005 | Truckin’ Up to Buffalo                    | 4. Juli 1989, Ralph Wilson Stadium, Buffalo, New York                                              |
| 2005 | Bird Song                                 | Diverse                                                                                            |
| 2008 | At Old Renaissance Faire Grounds, 1972    | 27. August 1972, Old Renaissance Faire Grounds, Veneta, Oregon. Benefit for Springfield Creamery   |
| 2010 | Grateful Dead at the Hollywood Festival   | 1970, Hollywood Festival, North West England, DVD/CD                                               |
| 2012 | All The Years Combine: The DVD Collection | 15-DVD-Box                                                                                         |

## Statistik

### Chartauswertung
|                     | DE    | CH    | UK    | US      | Rock       |
| ------------------- | ----- | ----- | ----- | ------- | ---------- |
| Nummer-eins-Alben   | DE—DE | CH—CH | UK—UK | US—US   | Rock6Rock  |
| Top-10-Alben        | DE—DE | CH—CH | UK—UK | US—US   | Rock43Rock |
| Alben in den Charts | DE6DE | CH4CH | UK8UK | US123US | Rock73Rock |

|                       | US    | Rock      |
| --------------------- | ----- | --------- |
| Nummer-eins-Singles   | US—US | Rock1Rock |
| Top-10-Singles        | US1US | Rock3Rock |
| Singles in den Charts | US6US | Rock9Rock |

### Auszeichnungen für Musikverkäufe
| Platin-Schallplatte - Kanada - 1990: für das Album In The Dark - 2014: für das Videoalbum All The Years Combine |

Anmerkung: Auszeichnungen in Ländern aus den Charttabellen bzw. Chartboxen sind in ebendiesen zu finden.
| Land/RegionAuszeichnungen für Musikverkäufe (Land/Region, Auszeichnungen, Verkäufe, Quellen) | Gold       | Platin       | Verkäufe   | Quellen         |
| -------------------------------------------------------------------------------------------- | ---------- | ------------ | ---------- | --------------- |
| Kanada (MC)                                                                                  | —          | 2× Platin2   | 60.000     | musiccanada.com |
| Vereinigte Staaten (RIAA)                                                                    | 23× Gold23 | 16× Platin16 | 28.500.000 | riaa.com        |
| Vereinigtes Königreich (BPI)                                                                 | Gold1      | —            | 100.000    | bpi.co.uk       |
| Insgesamt                                                                                    | 24× Gold24 | 18× Platin18 |            |                 |